# Le Sous-sol de la peur
Pour plus de détails, voir Fiche technique et Distribution.
Le Sous-sol de la peur (The People Under the Stairs) est un film américain réalisé par Wes Craven et sorti en 1991.
Malgré des critiques assez partagées, le film est un bon succès au box-office.

## Synopsis
Poindexter « Fool » Williams, surnommé « Fool » (« Tout-Fou » en VF), vit avec sa famille dans un ghetto de Los Angeles. Ils sont sur le point d'être expulsés par les propriétaires des lieux, la famille Robeson. Dans le besoin, le jeune garçon se retrouve entraîné dans une combine avec deux adultes, Spenser et Leroy. Ils doivent réaliser ensemble le cambriolage d'une maison dont personne ne franchit plus les portes, car le couple étrange qui l'habite ne laisse personne entrer. Pourtant, Fool parvient à s'y introduire. Pour lui, le cauchemar commence.

## Fiche technique
Sauf indication contraire, les informations mentionnées dans cette section peuvent être confirmées par la base de données cinématographiques IMDb,  présente dans la section « Liens externes ».
- Titre original : The People Under The Stairs
- Titre francophone : Le Sous-Sol de la peur
- Réalisateur et scénario : Wes Craven
- Direction artistique : Steven Lloyd Shroyer
- Décors : Bryan Jones
- Costumes : Ileane Meltzer
- Photographie : Sandi Sissel
- Montage : James Coblentz
- Musique : Don Peake
- Production : Stuart M. Besser et Marianne Maddalena

Coproductrice : Dixie J. Capp
Producteurs délégués : Wes Craven et Shep Gordon
- Société de production : Alive Films
- Sociétés de distribution : Universal Pictures (États-Unis), United International Pictures (France)
- Budget : 6 millions de dollars[1]
- Pays d'origine :  États-Unis
- Langue originale : anglais
- Format : couleur - 1.85:1 - 35 mm
- Genre : comédie horrifique, fantastique
- Durée : 102 minutes
- Dates de sortie[2] :
  - États-Unis : 1er novembre 1991
  - France : 15 janvier 1992
- Classification
  - États-Unis : R - Restricted
  - France : interdit aux moins de 16 ans lors de sa sortie en salles

## Distribution
- Brandon Quintin Adams : Poindexter « Fool » Williams (« Tout-Fou » en VF)
- Everett McGill (VF : Daniel Sarky) : l'homme, copropriétaire du ghetto, surnommé « Papa » par sa sœur
- Wendy Robie (VF : Martine Meiraghe) : la femme, copropriétaire du ghetto, surnommée « Maman » par l'homme (son frère)
- Allison Joy Langer : Alice
- Ving Rhames (VF : Daniel Kamwa) : Leroy
- Jeremy Roberts  (VF : Mario Santini)  : Spenser
- Sean Whalen : « Roach » (« Cafard » en VF)
- Bill Cobbs (VF : Robert Liensol) : grand-père Booker
- John Mahon  (VF : Georges Berthomieu)  : le sergent de police
- Joshua Cox (de) : le jeune policier
- John Hostetter  (VF : Marc Cassot)  : le vieux policier
- Kelly Jo Minter : Ruby

## Production

### Genèse et développement
Après Shocker, ce film est le second d'un contrat de deux films passé entre Alive Films et Wes Craven. Pour écrire son scénario, il s'inspire d'un fait réel survenu dans les années 1970 à Los Angeles, à propos de cambrioleurs coincés dans une maison. À l'arrivée de la police, les criminels avaient disparu mais des portes verrouillées sont découvertes avec des bruits venant de l'intérieur. Des enfants y sont retrouvés, enfermés par leurs parents qui ne les autorisaient pas à sortir.
Pour les rôles du couple « frère/sœur », Wes Craven choisit Everett McGill et Wendy Robie, après les avoir vu dans la série Twin Peaks où ils incarnent respectivement Ed Hurley et Nadine Butler Hurley, « la femme à la tringle ».
L'actrice Hilary Swank a auditionné pour le rôle de Roach, dont le sexe n'était au départ pas défini. Il est finalement tenu par l'acteur Sean Whalen, qui fait ici sa première apparition au cinéma.

### Tournage
Le tournage a lieu de mars à juin 1991. Il se déroule à Los Angeles (Ren-Mar Studios, Hollywood) et à New York.

### Musique
Graeme Revell compose initialement la musique du film. Ses compositions sont finalement rejetées et remplacées par celles de Don Peake, qui avait déjà travaillé avec Wes Craven pour La colline a des yeux (1977). Graeme Revell est cependant crédité au générique.

## Accueil
Le film reçoit des critiques partagées mais plutôt positives. Sur l'agrégateur américain Rotten Tomatoes, il récolte 68% d'opinions favorables pour 31 critiques et une note moyenne de 6⁄10. Sur Metacritic, il obtient une note moyenne de 57⁄100 pour 15 critiques.
Le film rencontre cependant un succès avec 24 204 154 $ récoltés au box-office américain. Dans le monde, il totalise plus de 31 millions de recettes. En France, il réalise 218 978 entrées.

## Distinctions
Source : Internet Movie Database

### Récompenses
- Festival international du film fantastique de Bruxelles 1992 : prix Pégase
- Festival international du film fantastique d'Avoriaz 1992 : prix spécial du jury

### Nominations
- Fangoria Chainsaw Awards : meilleur acteur pour Everett McGill, meilleure actrice pour Wendy Robie, meilleure actrice dans un second rôle pour Allison Joy Langer, meilleur film de studio à gros budget, meilleur scénario et meilleurs effets et maquillages pour KNB EFX Group
- Saturn Awards 1993 : meilleur jeune acteur pour Brandon Quintin Adams

## Postérité
Certains éléments du film seront repris dans le parc Universal Studios Florida,.

## Projet deremakeet série télévisée
Wes Craven avait exprimé son envie de produire un remake du film et avait contacté le réalisateur F. Javier Gutiérrez. Peu avant sa mort, il développait un projet d'une série télévisée inspirée du film pour la chaine Syfy.
En octobre 2020, il est annoncé que Jordan Peele et Win Rosenfeld (en) développent un remake via la société Monkeypaw Productions pour Universal Pictures.